# Beauvais (Schiff)
Die Beauvais war der zweite Flüssiggastanker, nach dem Experimentalschiff Methane Pioneer.

## Geschichte

### Bau und Einsatz alsJohn Lawson
Die Beauvais wurde ursprünglich als Liberty-Frachter John Lawson (Typ EC2-S-C1) gebaut. Der Kiel wurde am 26. Mai 1943 auf der Werft North Carolina Shipbuilding in Wilmington gelegt, knapp einen Monat später, am 24. Juni 1943 lief das Schiff vom Stapel und wenige Tage darauf, am 30. Juni 1943, wurde der Stückgutfrachter an die United States War Shipping Administration abgeliefert. Während des Krieges wurde die John Lawson unter anderem im Westpazifik eingesetzt, wobei sie einen Kamikazeangriff ohne größere Schäden überstand.

### Nachkriegseinsatz als StückgutschiffBeauvais
Am 11. Februar 1947 wurde das Schiff in Baltimore von der französischen Reederei Compagnie Générale Transatlantique übernommen und in Beauvais umbenannt. In den folgenden Jahren wurde die Beauvais auf verschiedenen Liniendiensten französischer Reedereien Reederei eingesetzt und zeitweise verchartert.

### Umbau und Einsatz als FlüssiggastankerBeauvais
Nach einer Aufliegezeit ab 1960 in Dünkirchen verkaufte die Reederei das Schiff am 10. Februar 1961 an das Unternehmen Méthane Transport, einem von Gaz de France, Gazocéan, Werften und Banken gegründeten Gemeinschaftsunternehmen, das die Möglichkeit, verflüssigtes Erdgas über See zu transportieren untersuchen sollte. Die Werft Chantiers de l’Atlantique in Saint Nazaire baute 1961/62 drei experimentelle Flüssiggastanks verschiedener Werften und unterschiedlicher Isolierungssysteme in das Schiff ein. In der Folgezeit führte das Schiff unter der Bereederung der Cie. Nantaises des Chargeurs de l'Ouest Testfahrten durch. Die Ergebnisse dieser Untersuchungen führten 1965 zum Bauauftrag für den ersten Flüssiggastanker in Frankreich, der Jules Verne. Die Beauvais blieb zunächst längere Zeit aufgelegt, lieferte am 19. Februar 1965 das erste Erdgas aus Béthioua (Arzew) zum Anfahren der neuen Gasstation in Le Havre und wurde danach erneut aufgelegt. Im März 1967 trat das Schiff seine letzte Reise nach Castellon an, wo es schließlich ab Mai verschrottet wurde.